# Adolf Hauffen
Adolf Hauffen (30. listopadu 1863 Lublaň –  4. února 1930 Praha) byl literární historik, spisovatel, vysokoškolský učitel (profesor) německého folklóru, jazyka a literatury na Německé univerzitě v Praze.

## Život
Adolf Hauffen studoval od roku 1883 němčinu, angličtinu, historii a zeměpis ve Vídni, Lipsku a Berlíně. Doktorát filozofie získal v roce 1886 ve Štýrském Hradci a habilitoval se v roce 1889 na Německé univerzitě v Praze, kde se stal v roce 1898 mimořádným profesorem německého jazyka a literatury  a  v roce 1919 řádným profesorem. Věnoval se též folkloru. Od roku 1902 byl také lektorem na Německé vysoké škole technické v Praze. Stal se  propagátorem vzdělávání dospělých a sběratelem tradic a lidových písní.

## Dílo (výběr)
- Beiträge zur deutsch-böhmischen Volkskunde, vycházející od roku 1896
- Prager Deutsche Studien, spoluredaktor od r. 1913
- Kaspar Scheidt, 1889
- Theodor Körner, 1891
- Die deutsche Sprachinsel Gottschee. Geschichte und Mundart, Lebensverhältnisse, Sitten und Gebräuche, Sagen, Märchen und Lieder. Graz 1895 (Google Books).
- Die deutsche Mundartdichtung in Böhmen, 1903